# 4159 Freeman
4159 Freeman è un asteroide della fascia principale del diametro medio di circa 17,31 km. Scoperto nel 1989, presenta un'orbita caratterizzata da un semiasse maggiore pari a 2,5495322 UA e da un'eccentricità di 0,0733394, inclinata di 15,18237° rispetto all'eclittica.